# 히드라 불가리스

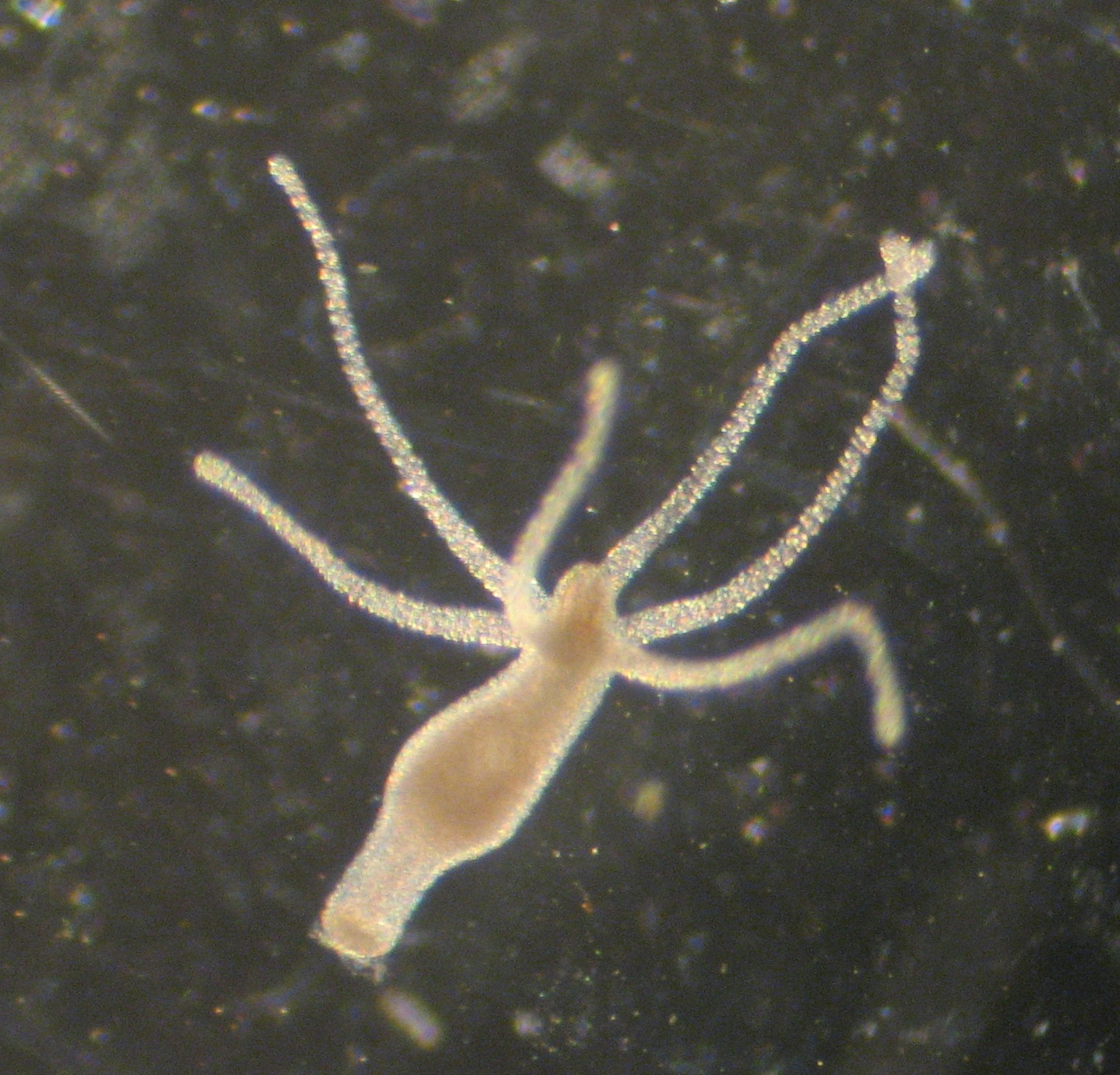
6개의 촉수를 가진 히드라 불가리스 한 마리

히드라 불가리스(학명: Hydra vulgaris) 또는 민물 폴립(freshwater polyp)은 길이 10~30mm, 너비 1mm의 작은 민물 히드라류이다.

## 설명
히드라는 입 밖으로 돌출된 4개에서 12개의 촉수를 가지고 있다. 히드라는 촉수를 뻗고 음식이 촉수에 닿기를 기다림으로써 먹이를 먹는다. 그리고 나서 먹이를 입으로 가져와서, 그 유기체를 섭취하고 소화시킨다. 소화되지 않는 것은 무엇이든 배출한다. 입을 통해 섭취하고 배출한다.
다른 히드라처럼, 히드라 불가리스는 원반 모양의 "발" 패드로 물체에 매달린다. 히드라는 물체의 맨 밑 부분을 잡은 손을 놓고 물살에 떠내려간다. 벨로티스는 몸을 구부리고 촉수로 표면을 잡고 "발"로 잡은 손을 놓고 몸을 뒤집는 방법으로도 움직일 수 있다.

## 모델 유기체
히드라 불가리스는 많은 히드라처럼 돌보기 쉽고 최소한의 직접적인 보살핌이 필요하고 비교적 빠르게 번식하기 때문에 종종 형태변형 재생을 위한 모델 생물로 사용된다. 히드라 불가리스는 노화를 겪지 않아 생물학적으로 불멸이 된다고 알려져 있지만, 이는 논란의 여지가 있다.

## 신경계
알려진 유기체 중 가장 단순한 신경계를 가지고 있는 히드라 불가리스의 신경계는 신경과학계의 관심사이며, 이러한 단순한 회로를 이해하는 것이 뇌의 더 복잡한 기능을 이해하는 선례가 될 것이라는 희망을 주고 있다. 신경계와 그에 따른 행동들은 라파엘 유스테 등에 의해 광범위하게 연구되어 왔다. 2021년 기준으로 히드라 불가리스는 뇌신경(뉴런) 자체의 신경 코드를 제외하고 신경 구조와 모든 행동 사이의 연관성이 해결된 유일한 동물이다.

## 복제
히드라 불가리스는 세 가지 방법으로 번식할 수 있다: 성적인 생식, 싹트기, 그리고 재생을 통한 간접적인 번식을 한다.
성적 번식법. 히드라 불가리스는 성적으로 번식할 때, 단순한 고환, 난소 또는 둘 다 개별 몸에 생긴다. 고환에 의해 환경으로 방출된 정자는 난소 내에 있는 난자로 들어간다. 알은 끈적끈적한 외골격을 형성하고 유기체가 나타나기 전에 유리한 조건을 기다린다.
싹틔우기 번식법. 싹틔우기는 조건이 좋을 때 생긴다. 즉 적절한 수온과 충분한 음식이 주요 요인이다. 어른 히드라 불가리스는 부모 히드라의 몸에서 자랄 수 있다. 완전히 발달하면 부모에게서 떨어져 나와 생명주기를 이어가게 된다. 히드라 불가리스는 다른 방법들보다 이 방법으로 더 쉽게 더 많은 히드라를 만들기 때문에 이러한 종류의 복제를 더 자주 사용한다다.
재생산법 이것은 생존에 가깝다. 히드라 불가리스가 조각으로 쪼개질 때, 각 조각이 충분히 크면 그 조각의 크기에 비례하는 개별 히드라 불가리스의 크기로 성장한다. 이것은 불가사리와 같은 다른 동물에서도 일어난다.